# Кунцевська печера
Кунцевська — печера, розташована на території Майкопського району Республіки Адигея, в гірському масиві Фішт (на південному плато). Протяжність 275 м, проективна довжина 120 м, глибина — 130 м, площа 230 м, об'єм 2000 м³, висота входу близько 1950 м.

## Складності проходження печери
Категорія складності 2Б. Основний вхід знаходиться під скельним урвищем, другий вхід зазвичай забитий снігом, він розташований на дні вирви.

## Опис
Шахта являє собою спіральний меандрируючий канал з колодязями 7, 60, 20, 40, 20, 20 і 30 м, а також з низкою дрібніших уступів. Закінчується вузькою щілиною. Закладена в товстошарових верхньоюрських вапняках. До глибини 37 м в порожнині є сніг, а з глибини 60 м — невеликий водотік (температура 2 °C). Натікань у шахті немає.

## Історія дослідження
Виявлена та досліджена спелеологами Москви і Свердловська у 1975—1976 рр. Зйомка виконана в 1975 р. експедицією Центральної спелеосекції (кер. А. Петров).

## Інші печери масиву
- Бегемот (печера)
- Великий приз
- Бондаревська печера
- Ширяюча пташка